# Споменик жртвама бугарских окупатора
Споменик жртвама бугарских окупатора у Врању, подигнут је почетком 1922. године испред Саборне цркве у знак сећања на погинуле војнике и грађане у Првом светском рату.
Бугарски фашисти су порушили овај споменик за време Другог светског рата. Након завршетка рата врањски каменорезац Велимир Димитријевић-Веља урадио је споменик идентичан претходном,  који је откривен 1951. године.
Четвртог октобра 2003. године, на Дан ослобођења Врања у Првом светском рату, на четвртој страни споменика постављена је спомен плоча војводи Петру Бојовићу.